# Learning content management system

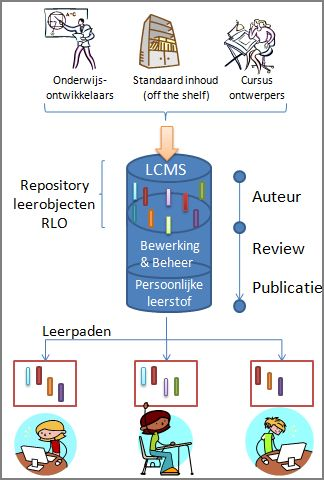
Schematisch overzicht van een LCMS waarin leerinhoud wordt ontwikkeld tot een online cursus. Deze online cursus wordt gepubliceerd en aangeboden aan een cursist. Dit aanbod kan eventueel plaatsvinden in een LMS (learning management systeem)

Een learning content management system (LCMS) is een platform waarin onderwijsontwikkelaars e-learning modules ontwikkelen. 

## LCMS-systemen
De term LCMS lijkt op CMS (contentmanagementsysteem), waarmee meestal een platform wordt bedoeld om websites te maken en te onderhouden. Het grootste verschil is dat in een LCMS specifieke leerinhoud wordt beheerd. 
De lesstof in een LCMS bestaat meestal uit meerdere leerobjecten (tekst, afbeeldingen, simulaties, video, geluid, toetsvragen) die op een webpagina kunnen worden afgespeeld. Vaak kan een cursist inloggen in het LCMS en hierin het lesmateriaal bekijken dat de onderwijsontwikkelaars ermee hebben gemaakt.
In een LCMS maakt een onderwijsontwikkelaar steeds kleine stukjes lesstof aan die kunnen worden hergebruikt door andere lesontwikkelaars in het LCMS. Een herbruikbaar leerobject (reusable learning object of RLO) is de kleinste bouwsteen van een cursus. In de afbeelding hiernaast zijn de bouwstenen weergegeven als kleine gekleurde blokjes. Om het grote aantal leerobjecten gemakkelijk terug te kunnen vinden worden er veel extra gegevens (metadata) aan een leerobject toegevoegd. In die situatie kan het LCMS ook gezien worden als grote database (repository) van leerobjecten. In de praktijk valt het hergebruik van de leerobjecten vaak tegen omdat de leerobjecten niet gemakkelijk terug te vinden zijn of te specifiek zijn om te kunnen worden hergebruikt.

## Verschil LMS met LCMS systemen
Een ander platform waarin een cursist online kan leren is een learning management system (LMS). In een LMS kunnen online cursussen worden gevolgd. Het LMS neemt de gehele administratie rondom de cursisten over zoals rapportages, gebruikersrechten, betalingsmethoden, maar het faciliteert ook andere vormen van leren zoals het weergeven van discussiefora, chatrooms tot het weergeven van een virtueel klaslokaal. 
Het cursusaanbod wordt geïmporteerd in het LMS. Dit gaat doorgaans via een gestandaardiseerde importmethode (SCORM of AICC). Een LMS heeft de mogelijkheid om alleen de cursusstructuur (bijvoorbeeld de modules, lessen en onderwerpen) te importeren. De bestanden zelf staan meestal op een externe server. 
Een LCMS verschilt wezenlijk van een learning management system (LMS). Een onderwijsontwikkelaar kan in een LCMS leerinhoud (e-learning) ontwikkelen. Deze leerinhoud wordt als cursus geëxporteerd in een pakket bestanden volgens de SCORM of AICC methode, waarna het pakket kan worden ingelezen in een LMS met dezelfde methode. Het LMS presenteert vervolgens de cursus aan een cursist en administreert het leerproces.
Een kleine kanttekening hierbij is dat veel LCMS-systemen ook leerinhoud als online cursus kunnen aanbieden (zoals getekend in bovenstaande afbeelding), vaak met verminderde functionaliteit rondom de cursistenadministratie. Andersom bieden LMS systemen de mogelijkheid om op beperkte schaal leerinhoud te ontwikkelen. Het begrip LCMS en LMS vervaagt dan tot het algemenere begrip elektronische leeromgeving (ELO). Bij het maken van een keuze voor een LMS en/of LCMS kan beter gelet worden op gewenste functionaliteit.

## Functies in een LCMS
De functionaliteiten die je in een LCMS terug kunt vinden zijn:
- Import en Export van leerobjecten en het beheer (bijvoorbeeld versiebeheer)
- Middelen om leerobjecten te maken zoals animaties, webpagina's, toetsvragen
- Workflow middelen om het ontwikkelproces te ondersteunen
- Database (repository) van leerobjecten met uitgebreide metadata
- Het gemakkelijk kunnen hergebruiken van leerobjecten
- Het maken van leerpaden om het e-learning materiaal op verschillende manieren te kunnen volgen
- Middelen om toetsen en certificeringcursussen te maken
- Rapportages van toetsresultaten
- Het exporteren van de leerinhoud in verschillende formaten (bijvoorbeeld online, print, PDA, cd-rom)
- Middelen om navigatiestructuren aan te maken om door de cursus te bladeren
- Middelen om de cursus in een bepaalde huisstijl weer te geven
- Middelen om samen te kunnen werken met LMS systemen, virtuele klaslokalen of andere bedrijfsapplicaties

## Software
Er zijn zeer veel learning content management systems op de markt in verschillende prijsklassen. Het Brandon Hall onderzoeksinstituut doet jaarlijks onderzoek naar zowel LMS- als LCMS-systemen en biedt de rapportages tegen betaling aan via hun website.
Een aantal universiteiten hebben systemen ontwikkeld op basis van opensourcetechnologie technologie. Deze technologie kan geïmplementeerd worden door consultancybedrijven. Dat heeft als voordeel dat er geen licentiekosten hoeven te worden afgedragen, maar er ook geen uitgebreide technische kennis nodig is om de software in een organisatie werkend te krijgen.
Natuurlijk zijn er ook zeer veel LCMS- én LMS-systemen op de markt die beide functies in zich dragen. Voorbeeld daarvan zijn Moodle en ILIAS. Bedrijven of educatieve instellingen die veel leerinhoud inkopen van externe leveranciers zijn meestal meer gebaat bij een LMS om de leerinhoud aan te bieden. Bedrijven of educatieve instellingen die zelf e-learning content willen ontwikkelen zouden zich beter kunnen richten op een LCMS. Het is niet altijd nodig om beide systemen aan te schaffen hoewel ze elkaar vaak wel zullen complementeren.